# 船塚神社
船塚神社（ふなつかじんじゃ）は、愛知県丹羽郡扶桑町高雄にある神社。十五等級。

## 概要
舟塚古墳の上に弁財天社が祭られており、この弁財天社を何時の頃からか船塚神社と呼んで今日に至っている。1959年（昭和34年）から船塚神社奉賛会が組織されて毎年10月23日例祭が催されている。1974年（昭和49年）10月22日、舟塚古墳が扶桑町の史跡に指定されたのを機に修理された際、船塚神社は古墳の西側に移された。その由来については明らかではないが、もともとは墳丘の主を祭ったものと考えられている。

## 由緒
創建は明らかではないが、『天保村絵図・下野村』によると、「舟塚弁財天、五畝御年貢地」と記され、舟塚という名で、弁財天が祭られていたことが分かる。この社は東側に隣接する舟塚古墳の墳丘上に祭られていたが、昭和49年に古墳が扶桑町指定文化財となった折、現在地へ移った。

## 周辺
- 舟塚古墳
- 扶桑町立扶桑東小学校